# Grizzly River Run
Grizzly River Run est une attraction de type rivière rapide en radeaux pneumatiques du parc Disney California Adventure. 

## Concept
L'attraction simule un rafting dans les rapides de la Sierra Nevada où vivent les célèbres grizzlis, l'ours brun, un des symboles de l'État de Californie. C'est la seconde attraction de ce type conçue par Disney après la Kali River Rapids de Disney's Animal Kingdom. Toutefois Disney avait prévu une attraction en radeau dès les années 1960 avec Western River Expedition, jamais construite.
Comme toutes les attractions de ce type, il a fallu trouver un endroit pour stocker ou vider l'eau des sections supérieures lorsque les pompes de l'attraction sont arrêtées. Les plans originaux prévoient de construire une "piscine" sous le pic mais cela demande d'importants frais de terrassement puis de construction. En consultant le plan du parc, on peut remarquer qu'une section du Pacific Wharf est bordée par un bras de mer agité par une marée. C'est ce bras de mer qui sert de bassin de rétention pour l'eau de l'attraction. Il est seulement séparé de l'attraction par le restaurant de Bountiful Valley Farm et un chemin piétonnier.

## L'attraction

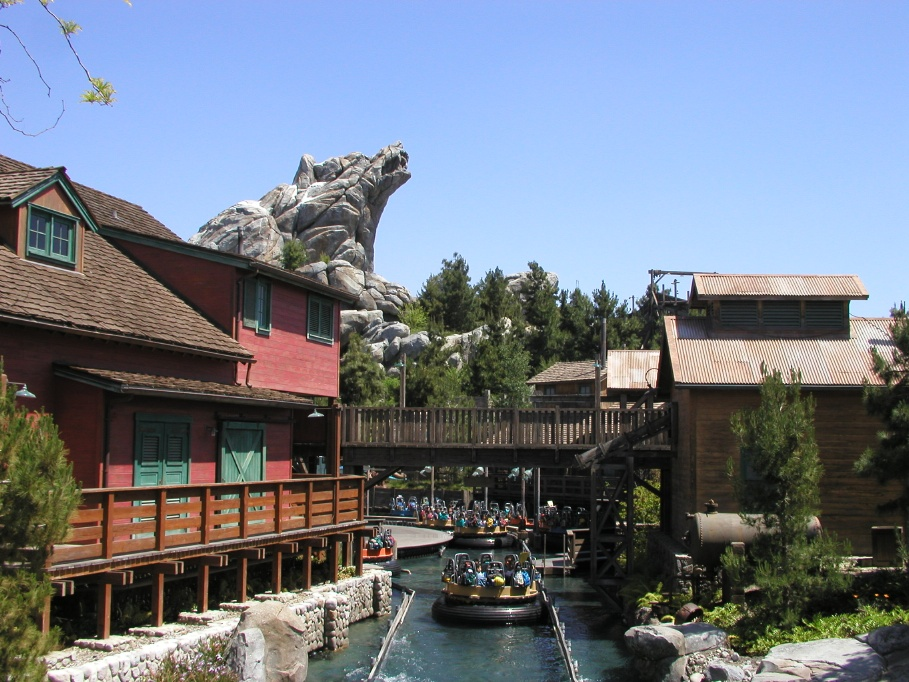
Grizzly Peak depuis l'embarcadère de Grizzly River Run

Le nom de l'attraction vient du Grizzly Peak, une montagne au pic modelé comme un grizzly encerclé par la rivière sur laquelle s'effectue une croisière en rafting. Elle commence par l'ascension du radeau sur un convoyeur en bois et sous les jets d'eau de canalisations.
Le radeau après avoir atteint le sommet du convoyeur, continue dans les eaux d'un torrent, descend le long du pic, pénètre dans une caverne, percute un train de troncs d'arbres et traverse des champs de geysers. La chute finale possède aussi une particularité : le radeau est poussé en rotation lors de la descente.
Cette attraction bénéficie du système FastPass
- Ouverture : 8 février 2001 (avec le parc)
- Conception : Walt Disney Imagineering et Intamin
- Longueur du convoyeur : 100 m
- Hauteur du pic : 36 m
- Les radeaux :
  - Nombre de radeaux au maximum : 31
  - Nombre de places par radeau : 8
- Puissance des pompes : 585 m3/min
- Durée : 6 minutes
- Taille minimale requise pour l'accès : 1,10 m
- Type d'attraction : rivière rapide en radeaux pneumatiques
- Situation : 33° 48′ 26″ N, 117° 55′ 15″ O